# 芭樂特電影續集
《芭樂特電影續集：哈薩克青年抱（錯）美國大腿之邁向強國必修課》，簡稱《芭樂特電影續集》（英語：Borat Subsequent Moviefilm）是一部2020年英美合拍喜劇仿紀錄片，由傑森·沃利纳執導，薩夏·拜倫·柯恩編劇及主演，為2006年電影《芭樂特：哈薩克青年必修（理）美國文化》的續集。影片讲述哈萨克斯坦记者波拉特与女儿图拉在2019冠状病毒病疫情及大选期间前去美国贿赂时任副总统迈克·彭斯的故事。
《芭樂特電影續集》於2020年10月23日在亞馬遜影片播出，获第78届金球奖最佳音樂及喜劇電影獎，其中巴隆·科恩获最佳音樂及喜劇類電影男主角獎提名；获第93屆奧斯卡金像獎最佳改編劇本和最佳女配角（巴卡洛娃）提名。

## 劇情
由于上一部作品给哈萨克斯坦蒙羞，在一家古拉格接受劳教达14年后，哈萨克斯坦记者波拉特·萨格季耶夫获总统努尔苏丹·纳扎尔巴耶夫特赦，要求他将文化部长（也是该国最著名的色情演员）猴子强尼送给美国总统唐纳德·特朗普，挽回国家的名声。然而在上一部电影中，波拉特在特朗普國際酒店大廈外大便，从此无法接近特朗普，波拉特决定将猴子送给副总统迈克·彭斯。离开前，波拉特发现跟他关系很差的邻居努尔苏丹·图利亚克贝把他的家和家人都偷走了，而且他还有个15岁的女儿图拉住在谷仓里。
波拉特登上一辆货船，经过迂回曲折的路程，终于抵达德克萨斯州加爾維斯敦，结果发现自己在当地很受关注。波拉特想低调行事，去换了几套伪装，买了一部手机，准备欢迎强尼到来。然而出现在强尼集装箱的不是强尼，而是图拉，而且图拉还把强尼吃掉了。波拉特惊恐万分，跑去给纳扎尔巴耶夫发电报，对方让他必须让彭斯高兴，否则就会处决他。波拉特决定把图拉送给彭斯。
图拉在波拉特的带领下换了一身行头，改变了形象，前去参加处女舞会。图拉和波拉特在众人面前跳舞的时候，把经血弄到满地都是。之后彭斯发现附近在开保守政治行動會議，于是伪装成特朗普，把图拉带进会场，但被保安驱逐离场。纳扎尔巴耶夫非常生气，让他回国接受处决。但他认为仍可以把图拉送给特朗普的身边人，于是就去找了魯迪·朱利安尼。
朱利安尼一直吹牛说要和大波女人搞婚外情，波拉特于是带图拉去见整形外科医生，医生建议她隆胸。之后波拉特去发廊打工，赚取整形手术需要的钱，同时直接把图拉带给保姆看管。看管的保姆对波拉特的性教育感到疑惑，告诉图拉，说她接受的性教育都是假的。图拉看到一名女性开车，之后平生第一次尝试手淫，自此决定不去整形，还批评波拉特在压迫她的生活。离开前，她还拿出Facebook上否定犹太人大屠杀的主页，说犹太人大屠杀是谎言。
波拉特颇感震惊，万念俱灰之下想到自杀。于是他打扮成犹太人的刻板形象，去到最近的犹太教堂，准备制造枪击案，结果发现在教堂里找到犹太人大屠杀的幸存者，还获对方真诚相待。对方向他重申犹太人大屠杀确有其事，让他这位反犹太主义者高兴不已。波拉特之后去找图拉，结果大街上没有人，都隔离在家，对抗2019冠状病毒病疫情。波拉特之后得到两名匿名者Q阴谋论者收留，对方帮他寻找图拉的踪迹。众人在网上找到图拉的图像，发现她成了记者，将会去华盛顿州奥林匹亚报道反封锁抗议活动人权大游行。
在集会上，一名男子找到图拉，说她父亲会遇害，除非她能够帮忙。图拉按照那人的要求，给朱利安尼采访了一场采访，借机勾引他，期间她的父亲不在场。波拉特找到图拉的保姆，保姆让他改变主意，意识到自己真心爱图拉。采访过后，朱利安尼和图拉去睡房做事，波拉特突然出现，说要亲自给朱利安尼提供性服务。波拉特决定回哈萨克斯坦接受处决，图拉答应和他回去。
然而波拉特并没有被处决，而是发现纳扎尔巴耶夫成功用他报复了美国：出发前往美国前，哈萨克斯坦的官员用“吉普赛人的眼泪”给波拉特注射了SARS-CoV-2病毒，让他成为新冠疫情的零号病人。波拉特在去美国的路上环游了世界各国，散播病毒。波拉特记录下纳扎尔巴耶夫指派的任务，把情报交给卖他手机的男人布莱恩。波拉特和图尔敲诈纳扎尔巴耶夫，要求对方给他恢复工作，改变哈萨克斯坦的厌女法律。三个月后，图拉和波拉特一起报道了哈萨克斯坦的反犹太人传统活动“美国人赛跑”（Running of the American）。活动上，假扮的特朗普支持者杀死了安东尼·福奇的人偶。影片最后鼓励观众参与即将到来的总统选举投票。

## 演員
- 薩夏·拜倫·柯恩 飾 芭樂特·薩格耶維（英语：Borat Sagdiyev）
- 玛丽亚·巴卡洛娃 飾 圖拉·薩格耶維（英语：Tutar Sagdiyev）：芭樂特的女兒[1]
- Dani Popescu 飾 努爾蘇丹·納扎爾巴耶夫：哈薩克總統
- Judith Dim Evans 飾 她自己：納粹對猶太人屠殺倖存者，Judith本人同意客串演出。

美國副總統迈克·彭斯和政客魯迪·朱利安尼在片中未經過同意的身分下出現。汤姆·汉克斯以本人的身份客串演出。

## 製作

### 开发
2007年2月初，鲁伯特·默多克宣布巴隆·科恩已经与《波拉特》的发行商二十世纪福斯签订续集合约。巴隆·科恩后来宣布续集取消，因为自己已经不太知道如何在影片和《阿里·G个人秀》中避免被人发现。福斯发言人随后表示续集规划为时尚早，但对续集的构思持开放意见。2014年，巴隆·科恩在FXX系列节目《Ali G: Rezurection》中再度扮演波拉特，该节目收录了《阿里·G个人秀》的小品，有新画面出现。2015年，巴隆·科恩在《吉米·坎摩尔直播秀》宣传电影《特務大臨演》，曾短暂扮演波拉特。2018年11月，他再度化身波拉特，鼓励美国人在当年的中期选举踊跃投票。影片上映两年前，巴隆·科恩在政界异常活跃，多次在演讲和专访中宣扬对抗种族主义。他坚持续集会在2020年美国总统选举前夕发行，让美国人警惕社会正沦为不自由的民主。
和巴隆·科恩的其他电影一样，影片配乐由哥哥艾伦·巴隆·科恩负责，其他原创配乐包括罗马尼亚巴尔干乐队Fanfare Ciocărlia负责，他们翻唱了《Just the Two of Us》。加拿大原生态音乐人阿德里安·拉索（Adrian Raso）表演了《Urn St. Tavern》。

### 摄制

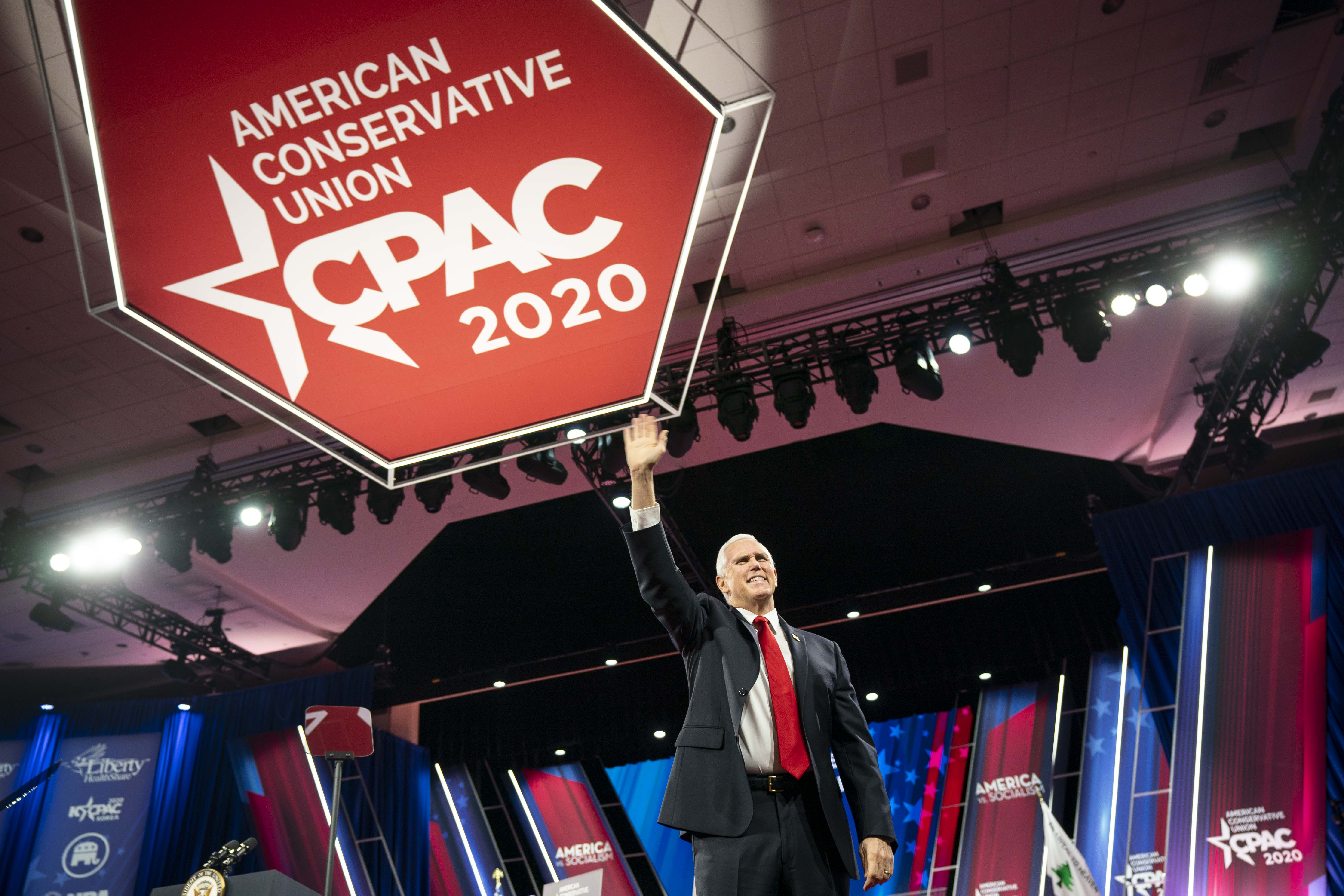
迈克·彭斯出席2020年美國保守派聯盟保守政治行動會議。他在会议中的讲话被巴隆·科恩打断。

拍摄工作随着图拉一角的选角工作完成，而正式展开。巴卡洛娃在600名参与试镜的演员中脱颖而出，担纲图拉这一角色。巴卡洛娃最初得知自己是在为一部未具名的好莱坞电影发去自己表演的视频，怀疑是人口贩卖骗局，但她最终去了伦敦，和巴隆·科恩一起排练，证明这是个真正的表演机会。影片早期的一个恶作剧是在德克萨斯州阿灵顿的高尔夫练习场采访得克萨斯州农业专员席德·米勒，于2019年末拍摄完成，但后来在成片中被删除，只出现在预告片中。2020年2月，巴隆·科恩打扮成唐纳德·特朗普，闯入保守政治行動會議，不过当时他的真实身份未被揭露。
同月，巴隆·科恩前往乔治亚州梅肯，在一场假的处女舞会，戏弄到场人士。他向约翰斯顿-费尔顿-海伊之家的活动主办方谎称自己在拍一部成长题材电影。他安排巴卡洛娃在他开场的时候坐在车顶，被当地警方截停。警方随身记录仪显然巴隆·科恩当时称自己是喜剧演员，正在演戏。之后剧组来到乔治亚州玛丽埃塔的科尔·艾美犹太教堂（Temple Kol Emeth），拍摄和埃文斯的戏份。剧组至少两次前往南卡罗来纳州北部，在面包店、紧急怀孕中心和万圣节用品店拍摄。2020年6月底，科恩在华盛顿州奥林匹亚上演恶作剧，率领现场人数合唱一首原创种族主义歌曲，还采访了在场人士。负责纠察的示威者认出巴隆·科恩，开怀大笑，让观众和主办方意识到他们被捉弄，准备采用暴力手段冲向舞台，结果被剧组雇佣的安保人员挡住。最终巴隆·科恩和剧组成员被迫逃进一辆私人救护车，只身抵住车门，反正示威者闯入。新闻媒体很快便了解到恶搞事件，但猜测这是新一季《谁是美国？》的内容。2020年7月，巴隆·科恩给魯迪·朱利安尼安排一场假采访，在采访期间穿着粉色比基尼闯入，促使朱利安尼当场报警。
次月，巴隆·科恩被发现打扮成波拉特在洛杉矶拍戏，外界猜测他的下一个项目是《波拉特》续集。拍戏的两天中，巴隆·科恩需要穿着防弹衣以防万一。
2020年9月，传闻指影片已经完成拍摄和剪辑，正交由电影行政部门审阅。影片原名《波拉特2：大成功》（Borat 2: Great Success），后改为《波拉特：为最近名声不好的哈萨克斯坦国向副总统迈克尔·彭斯供奉色情猴子》（Borat: Gift of Pornographic Monkey to Vice Premiere Mikhael Pence to Make Benefit Recently Diminished Nation of Kazakhstan），其中后者被其中一版标题画面采用。9月20日，潜入白宫的巴卡洛娃接受同一个美国新闻网记者香奈儿·里昂采访，但该片段在成片中被删除。哈萨克斯坦乡下的戏份在罗马尼亚取景，但由于前作取景地的村民感到不满，本作换了一个村子。戏份中有当地演员受雇出演。
影片采用72台序列号不同的摄影机拍摄，包括高端电影摄影机及智能手机。制作团队采用简单的编码器，复刻早期电影的观感。影片的A、B、C镜头为ARRI Amira和ALEXA Mini，与隐藏小镜头、机械臂、低端应用甚至iPhone搭配使用。

## 發行
《芭樂特電影續集》定於2020年10月23日在亞馬遜影片播出。2020年10月1日，發佈首支預告片。影片上线首周末，亞馬遜公司未公布准确的收看人数，只透露全球观众达数千万。Samba TV表示美国收看人数达160万，其中10月22日点映4.5万，不过亚马逊表示这些数字不准确。MarketCast追踪影片发行前后在社交媒体上被提及110万次。尼爾森收視率将影片列入10月19日一周收视榜第八位，总观看时长达5.7亿分钟，相当于590万次观看。11月，《综艺》指影片是当年迄今为止观看人数最多的流媒体直接发行作品。
汇总媒体烂番茄收录295条评论，打出85%的新鲜度，平均得分7.2/10。网站共识写道：“《波拉特续集》证明沙查·巴隆·科恩的喜剧创作仍是一把锋利的工具，暴露出美国文化最被误导、最令人彻底反感的角落。”Metacritic收录49条评论，打出68/100的平均分。多数媒体给予影片普遍正面的评价，尽管英国广播公司和路透社认为影片的评价“褒贬不一”。

## 轶事

### 朱利安尼的出现
影片中，鲁迪·朱利安尼面对假扮记者的女演员玛丽亚·巴卡洛娃，把手伸进裤子的一幕引发争议。在酒店客房接受完采访，两人回到睡房，巴卡洛娃帮朱利安尼摘掉身上的麦克风，而当时喝了酒的朱利安尼问巴卡洛娃要住址和电话号码，过程中还脱去上衣。这时巴隆·科恩充进房间，大喊“她才15岁，对你来说太老了”。朱利安尼否认图谋不轨，认为这些指控是在污蔑拜登之子亨特·拜登邮件门事件，但实际上有关场景是在邮件门几个月前拍摄。相关戏份的争议促使巴隆·科恩打扮成波拉特，录了一条短片回应朱利安尼。在《早安美国》采访中，脱离角色的巴隆·科恩为该戏份站台，表示“事实就是这样。他就是做了这样的事情”。在竞选活动中，唐纳德·特朗普称巴隆·科恩不搞笑，是“变态”。巴隆感谢特朗普免费帮他宣传，说自己“也不觉得特朗普总统幽默”。之后朱利安尼在多家媒体上参与辩论，其中福斯新闻频道记者肯尼迪就相关戏份及拜登邮件的真实性，与他对质。之后，巴伦嘲笑朱利安尼在特朗普败选后于四季景观工程公司举行新闻发布会，同时取消早前为败选的特朗普提供的工作机会。

### 不公平对待的指控
影片制作者因在片中展现对犹太人大屠杀幸存者茱蒂丝·蒂姆·伊万斯（Judith Dim Evans）的采访，面临诈骗官司。伊万斯在影片上映前不久去世，她的后人发起诉讼，声称她不满意自己的形象在影片中被用作商业用途。巴隆·科恩在影片中致敬了伊万斯，称自己曾脱离角色，向伊万斯表示那个段落是个噱头，目的是释除她对波拉特的反犹太人言论的担忧。官司于10月26日撤销。
在片中出现的保姆珍妮丝·琼斯（Jeanise Jones）觉得被剧组“背叛”。她告诉《纽约邮报》，剧组一开始说她参与的纪录片是讲少女为嫁给老男人做准备，但直到影片发行前，她才了解到作品的本质。不过她后来收回言论，说没有生剧组的气，全怪自己没有读发行文件。被问到3600美元的片酬是否公平时，琼斯表示：“我不能说这很公平，因为他们知道这将是一部电影，但我不知道。”琼斯的牧师称赞她是影片的“道德指南针”，考虑到她在2019冠状病毒病疫情中失业，便在GoFundMe为她发起众筹活动，筹款金额三天就突破5万美元，一周内突破15万美元。科恩为琼斯所在的俄克拉荷马城社区捐赠10万美元，款项受她的教会收取。后来，琼斯因为在电影的表现，在一部喜剧片中扮演天使。2021年1月，玛丽亚·巴卡洛娃表示她仍和琼斯保持联络。

### 种族主义指控
波拉特一角在哈萨克斯坦引起巨大争议，原版电影在该国曾被封杀过一段时间，巴隆·科恩的网站也被封锁。续集上映前夕，哈萨克斯坦民众在Twitter发起#CancelBorat（取消《波拉特》）主题标签。敦促影片取消发行的线上请愿活动也突破10万的联署门槛。影片首映当天，美国驻阿拉木图大使馆有少量民众抗议。哈萨克斯坦和西方国家的民众都再度批评波拉特随意嘲笑哈萨克斯坦人的口音，塑造刻板印象，让哈萨克斯坦人更加被边缘化，以此假借喜剧的名义“捣蛋”。在美哈萨克人协会（Kazakh American Association）发表声明，指影片宣扬“种族主义、文化挪用及排外情绪”。影獎季前夕，该协会再度发表公开信，敦促活动主办方不要考虑这部电影。波拉特这个角色也营造出对哈萨克斯坦的误解。尽管如此，哈国旅行社哈萨克旅游还是利用影片造成的国际影响力，将标语改成波拉特的口头禅“哈萨克斯坦，棒极了！”（Kazakhstan. Very Nice!），发布大量有影片镜头的宣传片。
另外，英国国民信托谴责影片亵渎塞那阿巴斯巨人像；巴黎穆斯林批评波拉特在宣传海报中接近全裸，在手上明显地戴着刻有“安拉”字样的戒指，后来戒指被去除。

## 未来
2021年1月，巴隆·科恩表示没有制作第三部的计划。后续迷你剧《波拉特2：补充报道》（Borat 2: Supplemental Reportings）收录删减片段，待播出。

## 外部連結
- 官方网站
- 互联网电影数据库（IMDb）上《芭樂特電影續集》的资料（英文）
- 豆瓣电影上《芭樂特電影續集》的資料 （简体中文）